# Oghamstein von Dungummin
Der Oghamstein von Dungummin (auch Clonkeiffy Standing Stone genannt) steht auf einem Feld in der Nähe einer Kreuzung, ein paar Meter von der Straße südlich von Ballyjamesduff im Süden des County Cavan in Irland.
Der Oghamstein besteht aus Sandstein, ist etwa 1,6 m hoch, 0,48 m breit und 0,36 m dick und verjüngt sich im Querschnitt fast bis zu einem Punkt. Die Inschrift an der Nordwestecke lautet „OVOMANI“, ein Name. Ein Loch in der Oberfläche der abgewitterten Westseite des Steins hat ihn beschädigt. Er wurde von S. Ziegler auf 500 – 550 n. Chr. datiert. Es gibt vier Kreuze aus einzelnen Linien ohne irgendwelche andere Dekoration auf dem Stein. Die Südseite trägt zwei Kreuze, im Westen und Norden ist jeweils ein Kreuz eingeritzt.